# Françoise-Éléonore Villain
Françoise-Éléonore Villain, född 1761 i Liège i Furstbiskopsdömet Liège, död  26 mars 1783 i Stockholm, var en  skådespelerska, känd under artistnamnet Mlle Baron. Hon var aktiv i Sverige under den gustavianska tiden vid Gustav III:s franska teater. Hon är även känd för sitt förhållande med hertig Karl.   
Dotter till Gabriel Villain och Antoinette Baptiste; uppträdde i Haag 1779-1780. Mlle Baron tillhörde från 1781 den franska teatern i Sverige under Jacques Marie Boutet de Monvel , och benämns première actrice de la Comédie française de Sa Majesté le roi de Suède . Hon kallas ibland Mlle Baron den yngre för att inte förväxlas med Mlle Baron den äldre. Mlle Baron blev under sin korta tid i Sverige mycket populär och uppskattad. Hon har också, vid sidan av Sophie Hus, blivit en av de artister ur den franska truppen som blivit mest ihågkomna, möjligen på grund av sitt förhållande med hertig Karl. Relationen med Karl blev mycket uppmärksammad, bland annat för de stora utgifter den innebar, och han skall djupt ha sörjt hennes tidiga död.
Axel von Fersen den äldre omtalade henne vid hennes död i mars 1783: 
"Konungens bekymmer och hofvets sorg blefvo ökade genom premiäraktrisen vid den fransyska truppen mademoiselle Barons hastiga död. Denna skådespelerska förenade med ungdom en fördelaktig växt och vackert utseende, hade talang för tragedien och komedien och hennes död var en så mycket större förlust för denna trupp, som det var omöjligt att ersätta henne uti Sverige och att man måste vänta att erhålla någon ersättning från Frankrike. Hur ömt denna förlust än träffade konungen och omstörtade hans förströelser, blef den ännu kännbarare för hertigen af Södermanland. Denne prins var nämligen förälskad i mademoiselle Baron; efter att hafva förafskedat mamsell Slottsberg, gjorde han mademoiselle Baron flera anbud, som hon likväl afslog. Hertigens uppförande mot mamsellerna Eckerman och Slottsberg, hvilka han åtskilliga gånger hade lämnat och återtagit och till hvilka han nekat utbetala de lifstidspensioner, hvarå han likväl lämnat dem Pensionsbref, expedierade och undertecknade i laga form, gjorde m:elle Baron försiktig och sen att bestämma sig. Emellertid blef denna angelägenhet slutligen afslutad medelst en summa af 60,000 daler, i förskott utbetalad, samt förbindelse att underhålla hennes hus, möbler o. s. v.; med dessa uppoffringar hade hertigen framlefvat några månader med henne, och han fann i denna kärlekshandel dagligen allt mer behag, då döden släckte denna kärleks flamma. Hertigen kunde ej dölja sin smärta och sina tårar. Vid begrafningen af den unge hertig Carl Gustaf lämnade hertig Carl sina tårar fritt lopp, och allmänheten uttydde denna sorg såsom ägnad minnet åt en hoppgifvande brorson; detta hade varit värdigt, om det varit sanning. Det var ingenting ovanligt, att en prins af högsta rang förälskade sig i en kvinna af lägsta klass; dylika svagheter äro gemensamma för människosläktet; det var för öfrigt brukligt denna tiden i Sverige, såsom i hela Europa, att äkta en dam för att lefva med en annan; kärlekens förvillelser äro de som äro mest värda tillgift. Men det var oförsvarligt för hederskänslan, att hertigen drog öfver sig en ny och stor utgift af detta slag, i samma stund som han hade gjort en bedräglig konkurs med sina fordringsägare. Konungen och hertigen bekostade denna skådespelerskas begrafning; hon blef jordfästad i Jakobs församling, och åtföljdes liket af några personer från hofvet, hvilket ingalunda passade sig för en person af hennes klass, hvars metier är exkommuniserad inom den katolska kyrkan."